# Heterostylochus maculatus
Heterostylochus maculatus is een soort in de taxonomische indeling van de platwormen (Platyhelminthes). De worm is tweeslachtig en kan zowel mannelijke als vrouwelijke geslachtscellen produceren. De soort leeft in zeer vochtige omstandigheden. 
De platworm komt uit het geslacht Heterostylochus. Heterostylochus maculatus werd in 1845 beschreven door Quatrefage.